# Felice Battaglia
Felice Battaglia (Palmi, Reggio di Calabria, 23 de maig de 1902 - Bolonya, 28 de març de 1977) va ser un filòsof, escriptor i professor universitari italià.
Exercí de professor a la Universitat de Siena i a la Universitat de Bolonya, de la qual també fou rector. Fou soci de l'Accademia Nazionale dei Lincei des de 1965. S'ocupà d'estudis històrics relacionats amb l'experiència jurídica i política, per després interessar-se sobretot en la investigació teòrica segons els principis de l'espiritualisme cristià. Feu una anàlisi i una crítica de l'idealisme de Giovanni Gentile i de Benedetto Croce i del subjectivisme historicista i s'orientà vers un espiritualisme personalista i una axiologia de valors absoluts.

## Publicacions
- Marsilio da Padova (1928)[2]
- Scritti di teoria dello Stato (1939)[2]
- Il problema morale dell'esistenzialismo (1949)[2]
- Moralità e storia nella prospettiva spiritualistica (1953)[1]
- Moralità e storia nella prospettiva spiritualistica (1954)[2]
- I valori fra la metafisica e la storia (1957)[1]
- I valori della pratica e l'esperienza storica (1959)[2]
- Il concetto del diritto (1962)[2]
- Heidegger e la filosofia dei valori (1967)[2]
- Economia, diretto, morale (1972)[1]
- Rosmini tra l'Essere e i valori (1973)[2]